# Fantastic Four (videojuego de 2005)
Fantastic Four es un videojuego de acción-aventura beat 'em up basado en la película de 2005 del mismo nombre. Los jugadores juegan como los personajes del equipo de superhéroes Fantastic Four de Marvel Comics usando combos y ataque especial para luchar contra sus enemigos. camino a través de hordas de enemigos y jefes. Ioan Gruffudd, Jessica Alba, Michael Chiklis, Chris Evans y Julian McMahon repiten sus papeles para el juego. Le siguió Fantastic Four: Rise of the Silver Surfer, basado en la película del mismo nombre, lanzado en 2007, con 2K asumiendo el control de Activision de la publicación del juego.

## Jugabilidad
Los Fantastic Four es un grupo de campeones sobrehumanos de renombre internacional. Cada uno de los personajes tiene una habilidad especial:
- Mister Fantastic tiene la capacidad de cambiar su cuerpo (o partes del mismo) a un estado súper maleable, lo que le permite estirar, contraer, deformar, expandir, alargar, comprimir o remodelar su forma física a su voluntad.[2]
- Invisible Woman posee la capacidad de doblar luz y finalmente volverse invisible (total o parcialmente) a voluntad. También tiene poderes telequinéticos y la capacidad de proyectar energía de fuerza de su cuerpo.[3]
- Human Torch puede manipular el fuego. Por lo general, permite que todo su cuerpo se vea envuelto en llamas, ya que su cuerpo puede soportar los niveles más altos de calor. Otra habilidad suya es el vuelo, que los jugadores pueden usar en el juego.[4]
- The Thing es increíblemente fuerte y tiene un exterior más fuerte que los diamantes. Ben Grimm puede transportar objetos pesados con facilidad.[5]

El juego incluye una serie de villanos y personajes que no aparecen en la película, muchos de los cuales se basan en sus versiones de Ultimate Universe como Yancy Street Gang, Nick Fury, Mole Man, Diablo, Puppet Master, Dragon Man, Blastaar, y Annihilus.

## Trama
El juego comienza con Reed, Sue, y Johnny en un techo que yacía indefenso después de quedar inconsciente por una explosión del Doctor Doom. Sue es la primera en recuperarse, así que cuando se sienta y se da la vuelta, el Dr. Doom se prepara para dispararles una ráfaga eléctrica. Sue lo detiene con su campo de fuerza y pide ayuda a Ben Grimm. Luego se corta a Ben, que se está recuperando en la cámara de transformación después de que le quitaran genéticamente su exterior de roca. Mientras contempla por qué las circunstancias han llevado a esto, recuerda el período en que sucede todo esto.
Aquí es cuando vuelve al comienzo de la película: Reed firma el pacto, van al espacio y Ben prepara las muestras. En el espacio, son golpeados por una tormenta cósmica que altera su ADN y les otorga superpoderes. Si no hubiera sido por Víctor, es posible que nunca hubieran regresado a la Tierra ni a su complejo médico, donde se recuperaron. Cuando Ben descubre que se ha convertido en una figura parecida a un monstruo, abandona a los otros tres y se dirige a casa.
Ben se vuelve loco para tratar de calmarse. Esto lleva al ejército a Nueva York bajo el control de una figura profunda, oscura y siniestra que aún no se ha revelado e intentan controlar a Ben. Sin embargo, después de que Ben y los otros tres rescatan un camión de bomberos de la caída del Puente de Brooklyn, las fuerzas se detienen y observan a los Fantastic Four para ver si se vuelven hostiles.
Reed intenta encontrar otra fuente de energía, pero es interrumpido por una llamada de ayuda. Parece que extrañas criaturas han invadido Grand Central Station y la policía parece no tener ningún efecto contra ellos. Los Fantastic Four evitan que las criaturas invadan la ciudad y se enfrentan a su líder, el Mole Man y su poderosa mascota. Debido a la destrucción total causada por su pelea con este monstruo gigante, la ciudad está hecha un lío y Víctor culpa a Reed por todo este lío.
Con Ben en la mano, Reed se propone identificar su mutación y posiblemente curarlos. Construye una máquina con la ayuda de Victor que utilizará rayos cósmicos para revertir la señal que la mutación envía a través de sus cuerpos. Luego recurre a las fuentes para alimentar esta máquina e identifica un meteorito cósmico que aterrizó en la jungla del sur de México. Viajan a Tikal para recuperar este meteorito cuando se encuentran con Diablo, que desea tener este meteorito para poder aprovechar su poder para conquistar el mundo. Los Fantastic Four lo derrotan y recuperan el meteorito, pero su poder es insuficiente para alimentar la máquina. Más tarde, Victor invita a Sue a la inauguración de su ala egipcia en el museo esa noche.
Mientras están allí, Alicia Masters es secuestrada por las criaturas momias que han cobrado vida gracias al Titiritero, lo que indigna a Ben. Reed tiene la intención de desactivar el sistema de seguridad para liberarla, pero tienen que lidiar con momias y dinosaurios animados. Liberan a Alicia pero terminan destruyendo la mitad del museo mientras repelen a las criaturas reanimadas, lo que enfurece a Víctor sin fin.
En su último intento por aliviar su ira hacia ellos, tiene una conversación con Sue en la que intenta averiguar por qué sigue estando con Reed. Ella dice que no puede abandonarlos porque ahora son su familia, lo que lleva a Víctor a enviar Doombots tras ellos para destruirlos después de que terminen su reunión. Los cuatro tienen una batalla masiva en Times Square, que casi destruyen con la ayuda de los VDI Mechs, lo que incita a Nick Fury a llevarlos a la prisión Vault para su custodia.
Llegan allí y se ponen en cuarentena hasta que Dragon Man decide estallar y causar un caos total. Los sistemas de seguridad de los Cuatro Fantásticos están desactivados e intentan restaurar el orden. Tienen éxito en su misión, así que cuando llegan a la entrada en la parte superior de la prisión, se encuentran con Fury, quien accede a liberarlos con una condición: que averigüen qué pasó con su laboratorio.
Cuando llegan, descubren que ha sido tomada por plantas mutadas y criaturas insectoides y deben destruir la estación después de obtener la fuente de energía que necesitan para terminar de alimentar la cámara de transformación de Reed. Esto demuestra ser exitoso y la máquina se enciende al máximo.
Con este conocimiento, Víctor viaja al Edificio Baxter con la intención de derrotar a los Cuatro Fantásticos. Pone los sistemas de seguridad de Reed en su contra y atrae a Ben a la cámara de transformación donde roba su poder. Los tres restantes luchan contra un Dr. Doom mejorado, pero su poder es demasiado grande y son derrotados. Ben, sin embargo, se siente terrible por dejar a sus amigos solo porque quería volver a verse normal, por lo que decide volver a entrar en la cámara de transformación y volver a convertirse en The Thing. El Dr. Doom está a punto de destruirlos cuando Ben salta al techo y lo ataca salvajemente, lo que permite que sus compañeros de equipo se recuperen. Caen a la calle y los otros tres se unen allí para acabar con Doom de una vez por todas.

## Desarrollo
Zak Penn y Martin Signore coescribieron la historia del juego. Penn también escribió un borrador de la película, que sirvió como base para el juego.

## Recepción
Las críticas del juego fueron mixtas. GameRankings le dio una puntuación de 62,18 % para la versión de PlayStation 2, 61.50% para la versión de Xbox, 65.02% para la versión de GameCube, 64.35% para la versión de PC, y 55.50% para la versión de Game Boy Advance. Asimismo, Metacritic le dio una puntuación de 64 de 100 para la versión de PS2, 62 de 100 para la versión de Xbox, 61 de 100 para la versión de GameCube, 63 de 100 para la versión de PC, y 57 de 100 para la versión GBA.
IGN calificó el juego con un 6.5 de 10 y afirmó que "Fantastic 4 es un juego de acción aceptable con algunas ideas interesantes. En resumen, alquila este primero".

## Banda sonora
El juego se destaca por tener cuatro bandas que graban canciones nuevas para usarlas como temas para los personajes. Las bandas que contribuyeron con canciones y para quién era su canción son:
- Taking Back Sunday — "Error Operator" (Mr. Fantastic)[37]
- Go Betty Go — "Everywhere" (Invisible Woman)[37]
- The Explosion — "I'm On Fire" (Human Torch)[37]
- Jurassic 5 — "Clobberin' Time" (The Thing)[37]

## Ventas
El juego vendió 320,000 unidades y generó más de $16 millones en ingresos.